# Rhaphidostichum lutschianum
Rhaphidostichum lutschianum là một loài Rêu trong họ Sematophyllaceae. Loài này được (Broth. & Paris) Seki miêu tả khoa học đầu tiên năm 1968.